# Debout Congolais
Debout Congolais  ('Sta op, Congolezen') is het volkslied van de Democratische Republiek Congo. De tekst is van Simon-Pierre Boka di Mpasi Londi, de muziek van de hand van Joseph Lutumba. 'Debout Congolais' was het eerste volkslied van Congo toen het in 1960 onafhankelijk werd van België. In 1971  veranderde Mobutu Sese Seko de naam van Congo in Zaïre, en 'Debout Congolais' werd vervangen door 'La Zaïroise', van dezelfde tekstdichter. Onder Laurent-Désiré Kabila werd in 1997 het oude volksklied in ere hersteld.

## Tekst
Debout Congolais

Unis par le sort

Unis dans l'effort pour l'indépendance

Dressons nos fronts

Longtemps courbés

Et pour de bon

Prenons

le plus bel élan

Dans la paix

Ô Peuple ardent

Par le labeur

Nous bâtirons un pays plus beau qu'avant

Dans la paix

Citoyens,

Entonnez,

L'hymne sacré de votre solidarité

Fièrement

Saluez

L'emblème d'or de votre souveraineté

Congo

Don béni, Congo

Des aïeux, Congo

Ô Pays, Congo

Bien aimé, Congo

Nous peuplerons ton sol

Et nous assurerons ta grandeur

Trente juin, Ô doux soleil

Trente juin, du trente juin

Jour sacré, sois le témoin

Jour sacré de l'immortel serment de liberté

Que nous léguons

A notre postérité

Pour toujours

## Vrij vertaald
Sta op Congolezen,

verenigd door het lot,

Verenigd in de strijd voor onafhankelijkheid,

Laten we onze hoofden omhoog houden, 

die zo lang gebogen waren,

En nu, voorgoed, laten we dapper vooruitlopen in vrede,

O, vurige mensen, door hard werken zullen we bouwen,

In vrede, een land mooier dan ooit tevoren

Burgers, zing de heilige hymne 

van de van je solidariteit, 

Begroet trots het gouden embleem 

van je soevereiniteit, Congo. 

Gezegende gift, (Congo) van onze voorvaderen(Congo), 

O (Congo), geliefd land (Congo), 

We zullen je grond bevolken 

en je grootheid verzekeren,

(30 juni) O zachte zon 

(30 juni) van 30 juni, 

(Gezegende dag) Wees getuige 

(gezegende dag) van de onsterfelijke eed van vrijheid, 

Die we voor altijd op onze kinderen zullen doorgeven. 